# Сюй Чэнь
Сюй Чэнь (кит. упр. 徐晨, пиньинь Xú Chén, род.29 ноября 1984) — китайский бадминтонист, призёр Олимпийских игр.
Сюй Чэнь родился в 1984 году в провинции Цзянсу. В 2010 и 2011 годах завоёвывал бронзовые медали чемпионата мира, а в 2012 году стал обладателем серебряной медали Олимпийских игр.